# Юров (Ростовская область)
Ю́ров — хутор в Каменском районе Ростовской области.
Входит в состав Груциновского сельского поселения.

## Население
| 2010 |
| ---- |
| 7    |

## Улицы
На хуторе имеется одна улица: Привольная.